# Odborná justiční zkouška
Odborná justiční zkouška je odborná profesní zkouška, jejímž účelem je ověřit, zda má uchazeč potřebné vědomosti a zda je náležitě odborně připraven k výkonu funkce soudce. Skládá se před pětičlennou zkušební komisí jmenovanou ministrem spravedlnosti, složenou ze soudců, kteří mají většinu, a ze zaměstnanců ministerstva spravedlnosti a dalších odborníků právní teorie i praxe. Odborná justiční zkouška je veřejná a skládá se z písemné a ústní části. Upravena je v § 109–111 zákona o soudech a soudcích a podrobněji pak v prováděcí vyhlášce č. 516/2021 Sb.

## Uchazeči
Vykonat ji může především asistent soudce, a to nejdříve po třech letech právní praxe, z toho alespoň jeden rok jako asistent soudce. Jinak se do této doby započítává praxe advokátního koncipienta, asistenta státního zástupce, právního čekatele, notářského koncipienta, notářského kandidáta, exekutorského koncipienta, exekutorského kandidáta, asistenta veřejného ochránce práv, vyššího soudního úředníka, soudce Ústavního soudu a činnost legislativce na ministerstvu spravedlnosti, případně další jiná právní praxe, pokud při ní uchazeč získal zkušenosti potřebné pro výkon funkce soudce.
Požádat o její složení může také vyšší soudní úředník s magisterským právnickým vzděláním nebo soudce Ústavního soudu, oba též po třech letech praxe (odbornou justiční zkoušku nicméně nahrazuje již dvouletá praxe soudce Ústavního soudu). Dále ji po pěti letech praxe může vykonat státní zaměstnanec v oboru služby legislativa a právní činnost s magisterským právnickým vzděláním a vynikajícím služebním hodnocením. Za odbornou justiční zkoušku se považuje též advokátní zkouška, závěrečná zkouška právního čekatele, notářská zkouška a odborná exekutorská zkouška.

## Písemná část
V písemné části, která trvá tři dny po šesti hodinách, uchazeč vypracovává tři rozsudky v oblasti:
- civilního práva
- trestního práva
- správního práva

## Ústní část
Při ústní části, trvající nejvýše dvě hodiny, se hodnotí schopnost uchazeče správně aplikovat a interpretovat právní předpisy a jeho slovní projev a především se zjišťují jeho znalosti z:
- ústavního práva,
- civilního práva,
- pracovního práva a práva sociálního zabezpečení,
- trestního práva,
- správního práva,
- finančního práva,
- notářského řádu a exekučního řádu,
- jednacího řádu soudů a organizace soudů a státního zastupitelství,
- evropského a mezinárodního práva.

## Hodnocení
Odborná justiční zkouška se hodnotí stupni výtečně způsobilý, způsobilý a nezpůsobilý. Úspěšnému absolventovi se vydává osvědčení o jejím složení. Tuto zkoušku lze opakovat pouze jednou, poté znovu nejdříve po uplynutí tří let ode dne opakování.